# Oxicalcioromeïta
L'oxicalcioromeïta és un mineral de la classe dels òxids, que pertany al grup de la romeïta. Rep el nom de la seva relació amb la romeïta.

## Característiques
L'oxicalcioromeïta és un òxid de fórmula química Ca₂Sb₂O₇, un dels minerals més senzills de calci-antimoni. Va ser aprovada com a espècie vàlida per l'Associació Mineralògica Internacional l'any 2012. Cristal·litza en el sistema isomètric. És el mineral anàleg amb calci de la cuproromeïta i l'oxiplumboromeïta.

## Formació i jaciments
Es va originar a partir de fluids hidrotèrmics relacionats amb el metamorfisme alpí de les facies greenschist. Va ser descoberta a la mina Buca della Vena, a Ponte Stazzemese, a la província de Lucca (Toscana, Itàlia). També ha estat descrita a Àustria, Portugal, Suècia i Suïssa.